# En främlings ögon
En främlings ögon är en låt av Lustans Lakejer, skriven av Johan Kinde.
Den utgavs som den första singeln från albumet En plats i solen på Stranded Rekords hösten 1982. Den låg tre veckor på svenska singellistan med som bäst en 18:e plats i november 1982.

## Låtförteckning
7" vinyl Stranded Rekords REK 022 1982
1. En främlings ögon – 4.25
2. The Textures of Her Skin – 4.50[2]